# 파워타임
《파워타임》은 SBS 파워FM(수도권 FM 107.7MHz)에서 1996년 11월 14일부터 2024년 8월 4일까지 방송했던 라디오 예능 프로그램이었다.

## DJ
- 최화정 (1996년 11월 14일 ~ 2024년 6월 2일[1])
  - 김호영 (2024년 6월 3일 ~ 2024년 8월 4일) (임시 DJ)

## 스페셜 DJ
| 대수 | 진행자                                    | 진행 기간                         | 비고 |
| ---- | ----------------------------------------- | --------------------------------- | ---- |
| 1대  | 배우 한가인                               | 2013년 3월 28일                   |      |
| 2대  | 가수 에이핑크 정은지 가수 에이핑크 박초롱 | 2016년 11월 21일                  |      |
| 3대  | 배우 오나라                               | 2019년 6월 24일 ~ 2019년 6월 26일 |      |
| 4대  | 가수 메이비                               | 2019년 6월 27일 ~ 2019년 6월 28일 |      |

## 코너

### 매일 코너
- 촤정TV
- 한낮의 버라이어티 쇼 31

### 요일 코너
- 월요일 : 호시절 (김호영, 김영희)
- 화요일 : 애로지옥 (서동주, 송진우)
- 수요일 : 파워타임 레드카펫 (오마이걸 효정)
- 목요일 : 노래하는 화자씨 (모니카, 립제이)
- 금요일 : 보이는 라디오 (윤성빈, 키썸)
- 토요일 : SNS 인기가요, 오마이갓 차트 (김호영)
- 일요일 : 사연과 신청곡, 끌어올려 도파민송 (김호영)

## 지역 방송국 프로그램
| 방송국       | 방송 권역           | 프로그램              | 방송 시간                                                             |
| ------------ | ------------------- | --------------------- | --------------------------------------------------------------------- |
| TBC Dream FM | 대구광역시 경상북도 | 배영서의 유쾌한 12시! | 매주 월요일 ~ 토요일 오후 12시 ~ 오후 2시 일요일 오후 12시 ~ 오후 1시 |
| TBC Dream FM | 대구광역시 경상북도 | TBC 가요아카데미      | 매주 일요일 오후 1시 ~ 오후 2시                                       |

## 도서
- 《심리 브레이크》 : 김은선 지음, 책 만드는 집, 2008년 9월. ISBN 9788979442908
- 《심리 브레이크 스페셜》 : 김은선 지음, 책 만드는 집, 2009년 7월. ISBN 9788979443103

## 동시간대 관련 경쟁 프로그램
- 이은지의 가요광장 (KBS 쿨 FM (KBS 2FM))
- 정오의 희망곡 김신영입니다 (MBC FM 4U)